# 502nd Air Base Wing
Il 502nd Air Base Wing è uno stormo di base aerea dell'Air Education and Training Command. Il suo quartier generale è situato presso la Joint Base San Antonio-Lackland, in Texas, della quale è l'unità ospitante.

## Organizzazione
Attualmente, al settembre 2017, lo stormo controlla:
- 502nd Mission Support Group
  - 502nd Civil Engineer Squadron
  - 502nd Communications Squadron
  - 502nd Force Support Squadron
  - 502nd Contracting Squadron
- 502nd Installation Support Group
- 502nd Security and Readiness Group
  - 502nd Security Forces Squadron
  - 502nd Logistics Readiness Squadron
- 502nd Comptroller Squadron